# Jermain Defoe
Jermain Colin Defoe (Beckton, London, 1982. október 7. –) Saint Lucia-i és dominikai származású profi angol labdarúgó, aki a skót Rangers játékosa.

## Magánélet
Defoe a londoni St Joachim Junior School-ba  és a St Bonaventure's Catholic Comprehensive School-ba járt iskolába. Gyerekként ő is a Senrab FC játékosa volt, ugyanúgy, mint Lee Bowyer, John Terry, Ashley Cole, vagy csapattársa, Ledley King. 1997-ben, 14 évesen csatlakozott az FA iskolájába, az FA National School of Excellence-be a Shropshire-i Lilleshallban.
Jelenleg Hertfordshire-ben él. Defoe-nak több brit modellel és popsztárral is volt kapcsolata, többek közt Charlotte Mears-szel és Danielle Lloyddal. Jelenlegi párja Chantelle Houghton.
2009. április 24-én meghalt Defoe 26 éves féltestvére, Jade 'Gavin' Defoe, miután egy utcai bántalmazás során Londonban súlyos fejsérüléseket szenvedett.

## Pályafutása
A Senrab egyesülete után tizennégy évesen, 1997-ben szerződött a Charlton Athletic-hez, de csupán egy évet töltött a klubnál.

### West Ham United
Defoe 16 évesen, 1999 júliusában igazolt a West Ham Unitedhez. Egy évig csak a tartalékok közt játszott, majd 2000 szeptemberében a Walsall elleni Ligakupa-meccsen debütált a felnőttek között csereként pályára lépve. A mérkőzésen ő szerezte az egyetlen gólt, továbbjuttatva ezzel a kalapácsosokat. 
A következő évben kölcsönadták a Bournemouth-nak, egy másodosztályú csapatnak, ahol rendszeres játéklehetőséghez jutott. Meg is lett az eredmény: 31 mérkőzésen 29 gólt lőtt, és beállította John Aldridge rekordját, mikor 10 egymást követő mérkőzésen is eredményes volt.
2001-ben visszatért, és itt is rendszeres játéklehetőséget kapott. A 2001–2002-es szezonban a West Ham gólkirályaként zárt: 39 meccsen 14 gólt szerzett; a 2001 decemberi, idegenbeli 1–0-s Manchester United elleni győzelem gólja is az ő nevéhez fűződik. A West Ham a szezon végén a 7. lett a Premiership-ben. A 2002–2003-as szezonban 42 mérkőzésen 11 gólt termelt, de ezzel sem tudta megakadályozni a West Ham kiesését. Kevesebb, mint 24 órával az osztályváltás után Defoe írásos kérelmet nyújtott be, hogy elhagyhassa a klubot. Ez nem kis elégedetlenséget szított a szurkolók és a csapattársak körében, a West Ham pedig elutasította a kérelmet. Defoe később bocsánatot kért a szurkolóktól. "Rosszul ítéltem a helyzetet, csak bocsánatot tudok kérni emiatt. Még fiatal vagyok, tanultam az esetből. A legjobb formámban fogok játszani a West Hamnél, és beleadok 100%-ot. És szeretném megköszönni a szurkolóknak a támogatást." A 2003–2004-es szezont még a klubnál kezdte, de elutasította egy új szerződés megkötését és a pályán sem játszott fegyelmezetten: háromszor állították ki, így csak 22 mérkőzésen volt jelen a lehetséges 34-ből. Nem sokkal később a West Ham elfogadta a Tottenham Hotspur ajánlatát, és Defoe a januári átigazolási időszakban a Tottenham játékosa lett. Defoe 105 mérkőzésen 41 gólt szerzett a West Hamnek.

### Tottenham Hotspur
Defoe 2004 januárjában csatlakozott a Tottenham Hotspurhöz 7 millió font ellenében, Bobby Zamora pedig cserébe a West Hamhez távozott. Debütáló mérkőzésén 2004 februárjában a Portsmouth ellen góllal köszönt be. A Spurs nyerte a találkozót 4-3-ra a White Hart Lane-en. A szezonban további 6 gólt szerzett 15 meccs alatt. A következő idényben 13 gólt lőtt 36 meccsen a bajnokságban; 2004 decemberében a Southampton elleni 5–1-es győzelembe is besegített egy mesterhármassal, ezen kívül még kilenc gólt szerzett nyolc mérkőzésen az FA-kupában és a Ligakupában. Annak ellenére, hogy több klubbal is szóba hozták, 2005 áprilisában Defoe újabb 4 és fél éves szerződést írt alá a csapatnál.
A következő szezon nem volt előnyös Defoe számára, mivel Martin Jol menedzser rotációs módszerében alkalmazta a játékost Robbie Keane és Mido mellett. Defoe 23 alkalommal kezdett és 13-szor lépett pályára csereként, így csupán 9 gólt tudott szerezni. A 2006–2007-es idényben 49 mérkőzésen 18-szor talált be a kapuba. Ebben a szezonban a Tottenham ismét indulhatott az európai kupaporondon az UEFA-kupában.
Tottenham-beli 50. gólját az Aston Villa elleni 2-1-es győzelemmel szerezte 2006 decemberében, amikor mindkét Spurs gólt ő lőtte, valamint gólt szerzett a Charlton elleni 2-0-s győzelemmel záródó meccsen is.
Kérdéses volt, hogy Defoe a Tottenham-nél marad-e, amikor Darren Bent 16,5 millió fontért a csapathoz érkezett, de azt nyilatkozta, hogy maradni szeretne a klubnál, és harcolni fog a helyéért.
2007. szeptember 20-án az UEFA-kupában az Anorthosis Famagusta ellen a 63. percben állt be, és két gólt is szerzett.
Utolsó mérkőzését Tottenham-mezben a Manchester United ellen játszotta az FA Kupában 2008. január 27-én.

### Portsmouth
A januári átigazolási időszak legutolsó napján, 2008. január 31-én Defoe a Portsmouth csapatához szerződött 7,5 millió fontért a Manchester City-hez átigazolt Benjani Mwaruwari helyére. Debütáló mérkőzésén, 2008. február 2-án a Chelsea ellen máris gólt szerzett, amivel pontot mentett új csapatának.

### Toronto FC
2014. január 10-én bejelentették, hogy február 28-án csatlakozik az MLS-ben szereplő Toronto FC csapatához, ahová 4 évre írt alá. 2013 októberében a klub felvette a kapcsolatot vele. Február végéig kölcsönben visszatért a Tottenham Hotspurhoz, ahol két bajnoki mérkőzésen egy gólt szerzett. Március 15-én debütált a Seattle Sounders FC ellen 2-1-re megnyert mérkőzésen, amelyen mind a két gólt ő szerezte. Defoe a 17. és a 24. percben talált be az ellenfél kapujába. Egy héttel később a DC United ellen ismét eredményes tudott lenni.

## Statisztika
2019. január 6-án lett utoljára frissítve.
| Klub                         | Szezon         | League               | League          | League | Nemzeti kupa    | Nemzeti kupa | Ligakupa        | Ligakupa | Európai Labdarúgó-szövetség | Európai Labdarúgó-szövetség | Egyéb           | Egyéb | Összesen        | Összesen |
| Klub                         | Szezon         | Bajnokság            | Pályára lépések | Gólok  | Pályára lépések | Gólok        | Pályára lépések | Gólok    | Pályára lépések             | Gólok                       | Pályára lépések | Gólok | Pályára lépések | Gólok    |
| ---------------------------- | -------------- | -------------------- | --------------- | ------ | --------------- | ------------ | --------------- | -------- | --------------------------- | --------------------------- | --------------- | ----- | --------------- | -------- |
| West Ham United              | 1999–2000      | Premier League       | 0               | 0      | 0               | 0            | 0               | 0        | 0                           | 0                           | —               | —     | 0               | 0        |
| West Ham United              | 2000–01        | Premier League       | 1               | 0      | —               | —            | 1               | 1        | —                           | —                           | —               | —     | 2               | 1        |
| West Ham United              | 2001–02        | Premier League       | 35              | 10     | 3               | 4            | 1               | 0        | —                           | —                           | —               | —     | 39              | 14       |
| West Ham United              | 2002–03        | Premier League       | 38              | 8      | 2               | 2            | 2               | 1        | —                           | —                           | —               | —     | 42              | 11       |
| West Ham United              | 2003–04        | First Division       | 19              | 11     | 0               | 0            | 3               | 4        | —                           | —                           | —               | —     | 22              | 15       |
| West Ham United              | Összesen       | Összesen             | 93              | 29     | 5               | 6            | 7               | 6        | —                           | —                           | —               | —     | 105             | 41       |
| AFC Bournemouth (Kölcsönben) | 2000–01        | Second Division      | 29              | 18     | 1               | 1            | —               | —        | —                           | —                           | 1               | 0     | 31              | 19       |
| Tottenham Hotspur            | 2003–04        | Premier League       | 15              | 7      | 0               | 0            | —               | —        | —                           | —                           | —               | —     | 15              | 7        |
| Tottenham Hotspur            | 2004–05        | Premier League       | 35              | 13     | 5               | 4            | 4               | 5        | —                           | —                           | —               | —     | 44              | 22       |
| Tottenham Hotspur            | 2005–06        | Premier League       | 36              | 9      | 1               | 0            | 1               | 0        | —                           | —                           | —               | —     | 38              | 9        |
| Tottenham Hotspur            | 2006–07        | Premier League       | 34              | 10     | 5               | 1            | 5               | 4        | 5                           | 3                           | —               | —     | 49              | 18       |
| Tottenham Hotspur            | 2007–08        | Premier League       | 19              | 4      | 2               | 0            | 5               | 1        | 5                           | 3                           | —               | —     | 31              | 8        |
| Tottenham Hotspur            | Összesen       | Összesen             | 139             | 43     | 13              | 5            | 15              | 10       | 10                          | 6                           | —               | —     | 177             | 64       |
| Portsmouth                   | 2007–08        | Premier League       | 12              | 8      | —               | —            | —               | —        | —                           | —                           | —               | —     | 12              | 8        |
| Portsmouth                   | 2008–09        | Premier League       | 19              | 7      | 0               | 0            | 0               | 0        | 4                           | 2                           | 1               | 0     | 24              | 9        |
| Portsmouth                   | Összesen       | Összesen             | 31              | 15     | 0               | 0            | 0               | 0        | 4                           | 2                           | 1               | 0     | 36              | 17       |
| Tottenham Hotspur            | 2008–09        | Premier League       | 8               | 3      | 1               | 0            | 1               | 1        | —                           | —                           | —               | —     | 10              | 4        |
| Tottenham Hotspur            | 2009–10        | Premier League       | 34              | 18     | 7               | 5            | 2               | 1        | —                           | —                           | —               | —     | 43              | 24       |
| Tottenham Hotspur            | 2010–11        | Premier League       | 22              | 4      | 2               | 2            | 0               | 0        | 6                           | 3                           | —               | —     | 30              | 9        |
| Tottenham Hotspur            | 2011–12        | Premier League       | 25              | 11     | 6               | 3            | 1               | 0        | 6                           | 3                           | —               | —     | 38              | 17       |
| Tottenham Hotspur            | 2012–13        | Premier League       | 34              | 11     | 0               | 0            | 1               | 0        | 8                           | 4                           | —               | —     | 43              | 15       |
| Tottenham Hotspur            | 2013–14        | Premier League       | 14              | 1      | 0               | 0            | 3               | 2        | 5                           | 7                           | —               | —     | 22              | 10       |
| Tottenham Hotspur            | Összesen       | Összesen             | 137             | 48     | 16              | 10           | 8               | 4        | 25                          | 17                          | —               | —     | 186             | 79       |
| Toronto FC                   | 2014           | Major League Soccer  | 19              | 11     | 2               | 1            | —               | —        | —                           | —                           | —               | —     | 21              | 12       |
| Sunderland                   | 2014–15        | Premier League       | 17              | 4      | 2               | 0            | —               | —        | —                           | —                           | —               | —     | 19              | 4        |
| Sunderland                   | 2015–16        | Premier League       | 33              | 15     | 0               | 0            | 1               | 3        | —                           | —                           | —               | —     | 34              | 18       |
| Sunderland                   | 2016–17        | Premier League       | 37              | 15     | 2               | 0            | 1               | 0        | —                           | —                           | —               | —     | 40              | 15       |
| Sunderland                   | Összesen       | Összesen             | 87              | 34     | 4               | 0            | 2               | 3        | —                           | —                           | —               | —     | 93              | 37       |
| AFC Bournemouth              | 2017–18        | Premier League       | 24              | 4      | 0               | 0            | 2               | 0        | —                           | —                           | —               | —     | 26              | 4        |
| AFC Bournemouth              | 2018–19        | Premier League       | 4               | 0      | 0               | 0            | 4               | 0        | —                           | —                           | —               | —     | 8               | 0        |
| AFC Bournemouth              | Összesen       | Összesen             | 28              | 4      | 0               | 0            | 6               | 0        | —                           | —                           | —               | —     | 34              | 4        |
| Rangers (kölcsönben)         | 2018–19        | Scottish Premiership | 0               | 0      | 0               | 0            | —               | —        | —                           | —                           | —               | —     | 0               | 0        |
| Teljes Karrier               | Teljes Karrier | Teljes Karrier       | 563             | 202    | 41              | 23           | 38              | 23       | 39                          | 25                          | 2               | 0     | 683             | 273      |

1. ↑  Magában foglalja az FA-kupa és a Kanadai Championshipet
2. ↑  Magában foglalja az Angol ligakupát
3. ↑  Pályára lépés a Football League Trophyban
4. 1 2 3  Pályára lépések az UEFA-kupában
5. ↑  Pályára lépés az Angol szuperkupában
6. ↑  Pályára lépések a Bajnokok ligájában
7. 1 2 3  Pályára lépesek az Európa-ligában

### A válogatottban
Legutóbb 2017. június 10-lett frissítve.
| Nemzeti csapat | Év       | Pályára lépések | Gólok |
| -------------- | -------- | --------------- | ----- |
| Anglia         | 2004     | 8               | 1     |
| Anglia         | 2005     | 7               | 0     |
| Anglia         | 2006     | 6               | 2     |
| Anglia         | 2007     | 5               | 0     |
| Anglia         | 2008     | 6               | 3     |
| Anglia         | 2009     | 6               | 5     |
| Anglia         | 2010     | 7               | 4     |
| Anglia         | 2011     | 1               | 0     |
| Anglia         | 2012     | 6               | 2     |
| Anglia         | 2013     | 3               | 2     |
| Anglia         | 2017     | 2               | 1     |
| Összesen       | Összesen | 57              | 20    |

## Nemzetközi karrier
Defoe az angol válogatott játékosa.
A 2008-as Eb kiírás selejtezőiben kétszer volt eredményes.
- Andorra ellen, 2006. szeptember 2. (2 gól, 38. 47.)

(Az utolsó számok a percet jelzik)
A válogatott új szövetségi kapitányától, Fabio Capello-tól ő is meghívást kapott a február 6-án rendezésre kerülő Svájc elleni barátságos mérkőzés keretébe.

### Nemzetközi góljai
|    | Dátum               | Helyszín                                         | Ellenfél           | Gól | Eredmény | Kiírás               |
| -- | ------------------- | ------------------------------------------------ | ------------------ | --- | -------- | -------------------- |
| 1. | 2004. szeptember 8. | Silesian Stadion, Chorzów, Lengyelország         | Lengyelország      | 0–1 | 1 – 2    | 2006-os vb-selejtező |
| 2. | 2006. szeptember 2. | Old Trafford, Manchester, Anglia                 | Andorra            | 3–0 | 5 – 0    | 2008-as Eb-selejtező |
| 3. | 2006. szeptember 2. | Old Trafford, Manchester, Anglia                 | Andorra            | 4–0 | 5 – 0    | 2008-as Eb-selejtező |
| 4. | 2008. június 1.     | Hasely Crawford Stadion, Port of Spain, Trinidad | Trinidad és Tobago | 0–2 | 0 – 3    | Barátságos mérkőzés  |
| 5. | 2008. június 1.     | Hasely Crawford Stadion, Port of Spain, Trinidad | Trinidad és Tobago | 0–3 | 0 – 3    | Barátságos mérkőzés  |
| 6. | 2008. október 12.   | Wembley Stadion, London, Anglia                  | Kazahsztán         | 5–1 | 5 – 1    | 2010-es vb-selejtező |
| 7. | 2009. június 10.    | Wembley Stadion, London, Anglia                  | Andorra            | 5–0 | 6 – 0    | 2010-es vb-selejtező |
| 8. | 2009. június 10.    | Wembley Stadion, London, Anglia                  | Andorra            | 5–0 | 6 – 0    | 2010-es vb-selejtező |